# اسب عربی
اسب عربی (به عربی: الحصان العربي) که بعضی اوقات در ایران به آن اسب اصیل می‌گویند یکی از نژادهای اسب سبک در جهان و متعلق به منطقه خاورمیانه می‌باشد. شناسایی این نژاد به دلیل شکل سر متمایز و دم بلند آن آسان می‌باشد. اسب عربی گران‌قیمت‌ترین نژاد اسب جهان است و اهمیت آن به حدی پیش رفته که سازمانی بین المللی مخصوص آن با عنوان سازمان جهانی اسب عرب تشکیل شده است.
این اسب یکی از قدیمی‌ترین نژادها در جهان محسوب شده به طوری که کشف‌های باستان‌شناسی اصول این نژاد را به ۴۵۰۰ سال قبل برمی‌گرداند. اسب‌های عربی در منطقه خاورمیانه به وجود آمده و از آن جا از طریق بازرگانی یا جنگ‌ها به تمام جهان انتشار یافته‌اند؛ همچنین از این نژاد برای بهبود بخشیدن ویژگی‌های دیگر نژادها از قبیل قدرت تحمل بالا، فرمان‌پذیری و سرعت استفاده می‌شود.

نژاداسب عربی در طول تاریخ به دست مردم عرب کوچ‌نشین پرورش و تکامل یافت تا آن جا که به‌طور معمول این اسب با صاحب خویش در یک چادر می‌زیسته است. این ارتباط نزدیک و تنگاتنگ با انسان تا به امروز در این نژاد حفظ شده‌است و آن را به مورد اعتمادترین نژاد اسب برای استفاده در جنگ‌ها مبدل کرده بود، این شیوه پرورش اسب عربی هم‌اکنون توسط مربیان اروپایی نیز دنبال می‌شود به طوری که مربی اسب با آن مانند یک دوست رفتار می‌کند.

انضباط و فرمانبرداری این اسب سبب می‌شود که به صورت یکی از قوی‌ترین نژادها در مسابقات اسب دوانی درآید و این نژاد یکی از ده نژاد محبوب در بسیاری از مناطق جهان شامل ایالات متحده آمریکا، کانادا، بریتانیای کبیر، استرالیا، اروپا، آمریکای جنوبی و همچنین سرزمین اصلی آن خاورمیانه است. اهمیت این نژاد در جهان تا به آن حد پیش رفته که سازمانی بین‌المللی مخصوص آن با عنوان سازمان جهانی اسب عرب برای حفظ این نژاد زیبا تشکیل شده‌است که ایران نیز از اعضای آن می‌باشد.

## تاریخچه
نژادی که امروز بنام عرب شناخته می‌شود، کهنترین گونه اسب و تنها نژاد کاملاً خالص و اصیل می‌باشد که نقشی اساسی در تاریخ انسان و اسب بازی کرده‌است.
اسب عرب در مراتع غنی در امتداد بین‌النهرین (که اکنون شامل کشورهای عراق، سوریه، قسمتهایی از ایران و شبه جزیره عربستان می‌گردد) رشد و تکامل یافت.  اجداد اسب عرب کمی کوچکتر از اسب عرب امروزی بوده‌اند ولی در سایر موارد اسب عرب امروزی بسیار شبیه به اجداد باستانی خود است. چندین خصوصیت ویژه اسب عرب را ازدیگر نژادهای اسب متمایز کرده‌است که برجسته‌ترین آن‌ها سر اسب عرب است. ویژگی‌های سر در اسب عرب نیمرخ مقعر، چشمان برجسته، منخرین بزرگ، پوزه ظریف و گوش‌های کوچک و شکیل است. در باور عرب، در سیمای اسب اصیل مفاهیم روحانی و الهی متجلی است. پیشانی فراخ در بردارنده تقدیر الهی، دم بلند سمبلی از غرور و سربلندی و گردن قوسی شکل و یال بلند نمایانگر رشادت و دلاوری است.
به درستی مشخص نیست اسب عرب در ابتدا برای کار مورد استفاده قرار گرفت یا برای سواری. اما آنچه مسلم است این نژاد حدود ۱۵۰۰ سال قبل از میلاد مسیح توسط مردم مشرق زمین اهلی شد و با گذر زمان به یک ضرورت جهت تضمین بقای مردم بدوی بدل شد. اسب‌ها اعتبار بزرگی برای قبایل بدوی بودند. بزرگ هر قبیله می‌توانست تاریخ شفاهی و اصل و نسب هر خانواده از اسبان را به خوبی شجره نامه اجداد خانواده خود در عشیره شرح دهد.
در اکثر نژادهای اسب، نریان‌ها از شان و جایگاه بالاتری نسبت به مادیان‌ها برخوردارند در حالی که در مورد نژاد عرب مسئله متفاوت است. بدوی‌ها مادیان اصیل را جزء ارزشمندترین دارایی‌های قبیله محسوب می‌کردند. مادیان‌ها بهترین مرکب جهت میادین رزم بودند چرا که (بر خلاف نریان‌ها) در پاسخ به نزدیک شدن اسبان دشمن شیهه نمی‌کشیدند و ایجاد خطر برای مردان قبیله نمی‌کردند. بهترین مادیان‌های جنگی در صحنه پیکار رشادت و قدرت خود را به نمایش می‌گذاشتند و بدون اینکه به زمین بخورند سنگینی بار و زخم سرنیزه‌ها را تحمل می‌کردند. یک سوارکار ماهربدوی می‌توانست به کمک چنین مرکبی به دشمن قبیله خود حمله کرده و با تصاحب رمه‌های گوسفند، شتر و بز دشمن، آن‌ها را به دارایی‌های قبیله خود بیفزاید. پیروزی در این پیکارهای محلی مستقیماً وابسته به قدرت، سرعت و چالاکی اسبان هر قبیله بود. بدوی‌ها با اسبان خود مسابقه نیز می‌دادند و برنده مسابقه بهترین اسب از قبیله مغلوب را دریافت می‌کرد. دریافت یک مادیان به عنوان هدیه افتخار بزرگی محسوب می‌شد. در مورد مادیان‌های اصیل خرید و فروش معمول نبود ولی در صورت معامله، مبلغ مورد معامله بین طرفین اغلب باور نکردنی بود.
ارزش و جایگاهی که عرب بدوی برای مادیان قائل بود موجب شد نام و نشان هر دسته از اسبان بر اساس نام ونشان مادرانشان تعیین شود و طبیعتاً اگر مادر اسبی مادیانی خوشنام بود این محبوبیت به او نیز به ارث می‌رسید اسم فامیل (تیره) اسبان اغلب بر اساس نام قبیله یا شیخ پرورش دهنده آن‌ها تعیین می‌شد.
عرب بدوی بیش از هر چیز برای خلوص نژاد اسبانش ارزش قائل بود و هر قبیله معمولاً پرورش دهنده تیره‌ای خاص بود

## مشخصات اسب عرب

### مشخصات بدنی اسب عرب

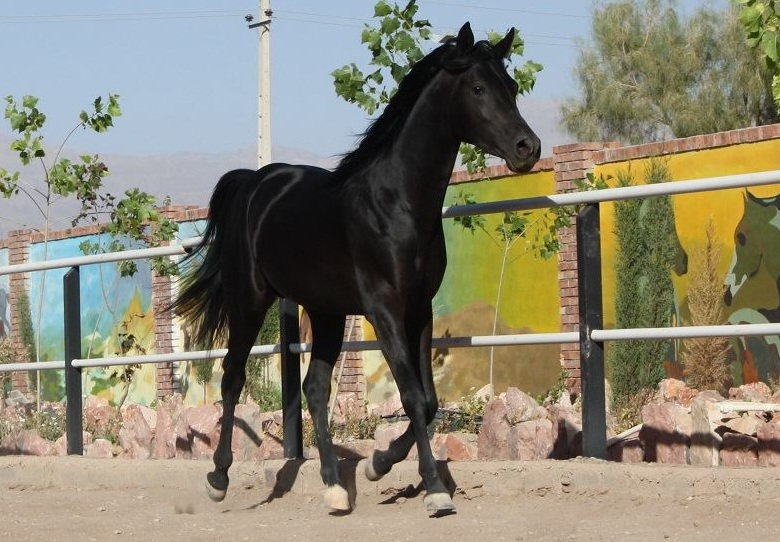
اسب‌های عرب به دلیل زیبایی، روحیه و هوش خود شهرت دارند

اسب عرب ویژگی‌های ظاهری ای دارد که آن را از سایر نژادهای اسب متمایز می‌سازد، از جمله پوزهٔ کوچک، چشم‌ها و مجراهای تنفسی درشت، گوش‌های کوچک و رو به جلو، گردن ظریف و قوس دار، بالا گرفتن دم به هنگام حرکت و یال و دمی ابریشم مانند. بعضی از اسب‌های عرب نسبت به سایر نژادهای اسب از یک مهرهٔ کمر یا یک جفت دنده کمتر برخوردارند.

### قد و وزن
قد اسب‌های عرب به‌طور متوسط بین ۱۴۵ تا ۱۵۵ سانتی‌متر است اما در سال‌های اخیر به دلیل شرایط نگهداری و رسیدگی‌های ویژه پرورش دهندگان اسب عرب می‌توان شاهد قدهای بلندتری تا ۱۶۵ سانتی‌متر بود.
وزن بیشتر اسب‌های این نژاد بین ۴۰۰ تا ۵۰۰ کیلوگرم می‌باشد.

### رنگ و نشانه‌ها
اسب‌های عرب اصیل به رنگ‌های کهر، نیله (خاکستری)، کرنگ، مشکی و ابرش یافت می‌شوند. عمده‌ترین رنگ‌هایی که در این نژادیافت می‌شوند به ترتیب کهر، نیله و کرنگ می‌باشند. رنگ مشکی جزو رنگ‌های کمیاب به‌شمار می‌آید. اسب‌های عرب ممکن است نشانه‌هایی به رنگ سفید بر روی سر یا قلم‌های دست و پای خود داشته باشند. پوست تمامی اسب‌های عرب در تمام قسمت‌های بدنشان، به غیر از قسمت‌هایی که نشانه‌های سفید رنگ دارند، به رنگ مشکی است.

### سرشت
اسب‌های عرب اسب‌هایی خون‌گرم، باهوش، زیرک و حساس می‌باشند که این ویژگی‌ها باعث ارتباط قوی تر بین آن‌ها و سوارکارشان می‌شود اما همین ویژگی‌ها نیز می‌تواند سبب این شوند که عادت‌های بد را سریع تر از بسیاری از نژادهای دیگر فرا بگیرند.

### استفاده‌های اسب عرب
از اسب عرب در مسابقات زیبایی، کورس، درساژ و استقامت استفاده می‌شود. این اسب‌ها همراهان خوبی نیز می‌توانند برای صاحبان خود باشند.